# 斯威夫特沃特 (密西西比州)
斯威夫特沃特（英語：Swiftwater）是位於美國密西西比州華盛頓縣的非建制地區。

## 歷史
斯威夫特沃特的郵局於1886年設立，其後於1932年停運。

## 地理
斯威夫特沃特所處的海拔為高於海平面37米（即121英呎），而該地所採用的時區為UTC-6，即北美中部時區（CST）。同時該地設有夏令時間，為UTC-6調快一小時，即UTC-5（CDT）。